# Paatsa
Paatsa (Duits: Paatz) is een plaats in de Estlandse gemeente Saaremaa, provincie Saaremaa. De plaats heeft de status van dorp (Estisch: küla) en telt 12 inwoners (2021).
Tot in oktober 2017 lag Paatsa in de gemeente Mustjala. In die maand ging Mustjala op in de fusiegemeente Saaremaa.
Paatsa ligt aan de Baai van Küdema aan de kust van het eiland Saaremaa. De kuststrook behoort tot het Küdema lahe hoiuala, een beschermd natuurgebied. Bij de dorpskern ligt ook een beschermd natuurgebied, het Paatsa hoiuala.

## Geschiedenis
Bij Paatsa zijn in 1963 de resten van een burcht gevonden die in gebruik was van de 11e tot en met de 13e eeuw. In de jaren 1989-90 zijn de resten nader onderzocht. De burcht bestond uit een aantal gebouwen, waaronder een smidse, omgeven door een aarden wal. Het terrein waar de burcht heeft gestaan, wordt Paatsa maalinn (‘burchtheuvel van Paatsa’) genoemd.
Paatsa werd in 1453 voor het eerst genoemd onder de naam Peter Pades is tho Hathkull, een boerderij. In 1565 was Paatsa onder de naam Padis een dorp geworden. Het gebied viel onder de Lijflandse Orde en later onder de prins-bisschop van Ösel-Wiek. Na 1561 was het in handen van de staat, dus achtereenvolgens van Denemarken, Zweden en Rusland.
In het begin van de 18e eeuw ontstond een landgoed Paatsa, eveneens in handen van de staat. Het dorp maakte zelf geen deel uit van het landgoed. Pas na 1930 werden het dorp en de nederzetting die op het landgoed was ontstaan samengevoegd.
Het landhuis van het landgoed, gebouwd in 1820, is bewaard gebleven, maar wel als ruïne.

## Foto's

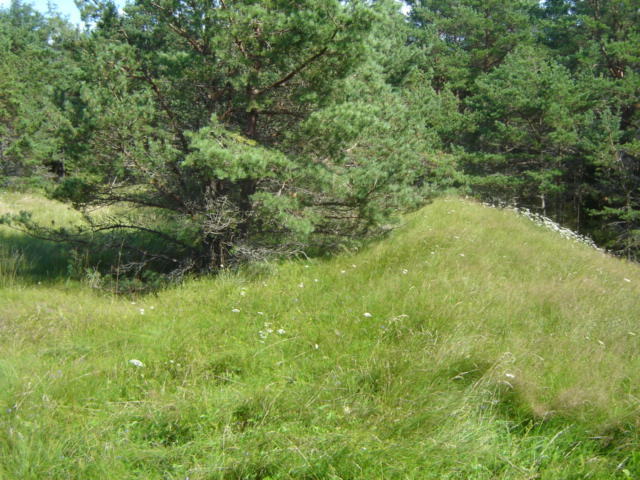
De burchtheuvel
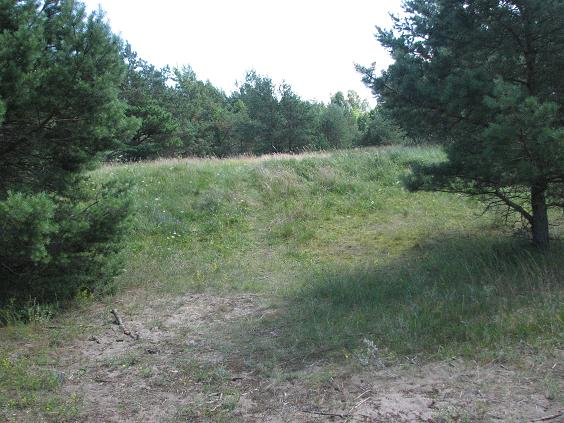
De burchtheuvel